# Ді-Сото (Джорджія)
Ді-Сото (англ. De Soto) — місто (англ. city) в США, в окрузі Самтер штату Джорджія. Населення — 124 особи (2020).

## Географія
Ді-Сото розташоване за координатами 31°57′17″ пн. ш. 84°3′49″ зх. д. / 31.95472° пн. ш. 84.06361° зх. д. (31.954790, -84.063639).  За даними Бюро перепису населення США в 2010 році місто мало площу 2,11 км², уся площа — суходіл.

## Демографія
Згідно з переписом 2010 року, у місті мешкало 195 осіб у 81 домогосподарстві у складі 53 родин. Густота населення становила 92 особи/км².  Було 89 помешкань (42/км²).
Расовий склад населення:
| - 67,2 % — чорних або афроамериканців - 29,7 % — білих - 2,1 % — азіатів - 1,0 % — вихідців з тихоокеанських островів |

До двох чи більше рас належало 0,0 %. Частка іспаномовних становила 3,6 % від усіх жителів.
За віковим діапазоном населення розподілялося таким чином: 23,6 % — особи молодші 18 років, 60,5 % — особи у віці 18—64 років, 15,9 % — особи у віці 65 років та старші. Медіана віку мешканця становила 40,1 року. На 100 осіб жіночої статі у місті припадало 97,0 чоловіків;  на 100 жінок у віці від 18 років та старших — 104,1 чоловіків також старших 18 років.
Середній дохід на одне домашнє господарство  становив 32 853 долари США (медіана — 35 278), а середній дохід на одну сім'ю — 38 949 доларів (медіана — 36 042). Медіана доходів становила 31 118 доларів для чоловіків та 30 556 доларів для жінок. За межею бідності перебувало 34,3 % осіб, у тому числі 48,1 % дітей у віці до 18 років та 19,0 % осіб у віці 65 років та старших.
Цивільне працевлаштоване населення становило 97 осіб. Основні галузі зайнятості: будівництво — 24,7 %, освіта, охорона здоров'я та соціальна допомога — 23,7 %, виробництво — 20,6 %.